# Quinn Shephard
Quinn Shephard (Nueva Jersey, 28 de febrero de 1995) es una actriz, guionista y directora de cine y televisión estadounidense, conocida por su papel como Morgan Sanders en la serie de televisión de la cadena CBS Hostages, y por su actuación como Donna Malone en la comedia navideña Menores sin control. También ha escrito, dirigido y producido series y películas.

## Carrera
Quinn nació y creció en zonas aledañas a Nueva York.
Su debut en la gran pantalla fue en el año 2000, en la película Las flores de Harrison, a los cinco años. Su primer rol protagónico fue en la comedia navideña “Menores sin control”. Shephard y sus compañeros protagonistas fueron nominados como ‘Mejor elenco juvenil protagónico en un filme’ en el 29th Young Artist Awards. Apareció también en la comedia Asesinato en la secundaria (2008), participó en el 2015 para la aún no estrenada Midnight Sun, y jugó un rol protagónico en la película Sweet, Sweet Lonely Girl (2016).
Shephard ha aparecido también en series de televisión. En 2013, se unió al elenco principal para la serie de thriller televisiva de la cadena CBS, Hostages, interpretando a Morgan Sanders. También tuvo un rol recurrente en la cuarta temporada de la serie Person of Interest como Claire Mahoney. Shephard ha aparecido en un gran número de otras series con roles secundarios, incluyendo episodios de Law & Order: Special Victims Unit, Made in Jersey, Believe y The Blacklist.
Como guionista, trabajó en el guion de Blame que fue elegida en el 2014 como finalista del Sundance Film Festival. El año siguiente fue la recibidora del Rising Star Award en el 2015 Garden State Film Festival. En 2016, Blame fue producida con Quinn dirigiendo y actuando como Abigail Grey junto con Chris Messina y Tate Donovan.

## Filmografía

### Cine
| Año  | Título                             | Personaje          | Notas                 |
| ---- | ---------------------------------- | ------------------ | --------------------- |
| 2000 | Las flores de Harrison             | Margaux Lloyd      |                       |
| 2004 | Desde otros mundos                 | Linda Schwartzbaum |                       |
| 2006 | Menores sin control                | Donna Malone       |                       |
| 2008 | Asesinato en la escuela secundaria | Eye Patch Girl     |                       |
| 2013 | Trooper                            | Olive Flaxton      |                       |
| 2016 | Windsor                            | Kat                |                       |
| 2016 | Sweet, Sweet Lonely Girl           | Beth               |                       |
| 2017 | Blame                              | Abigail Grey       | Directora y guionista |
| 2018 | The Miseducation of Cameron Post   | Coley Taylor       | Posproducción         |
| 2018 | Amor a medianoche                  | Morgan             | Posproducción         |

### Televisión
| Año     | Título                            | Personaje      | Notas            |
| ------- | --------------------------------- | -------------- | ---------------- |
| 2011    | Law & Order: Special Victims Unit | Emma Butler    |                  |
| 2012    | Made in Jersey                    | Kate Garretti  |                  |
| 2013-14 | Hostages                          | Morgan Sanders | elenco principal |
| 2013    | The Blacklist                     | Abby Fisher    |                  |
| 2014    | Believe                           | Sasha Ferrel   |                  |
| 2014-15 | Person of Interest                | Claire Mahoney | 2 episodios      |
| 2015    | Almost There                      | Scarlett       | 4 episodios      |
| 2018    | God Friended Me                   | Rachel Blake   | 1 episodio       |